# Livro de Tobias

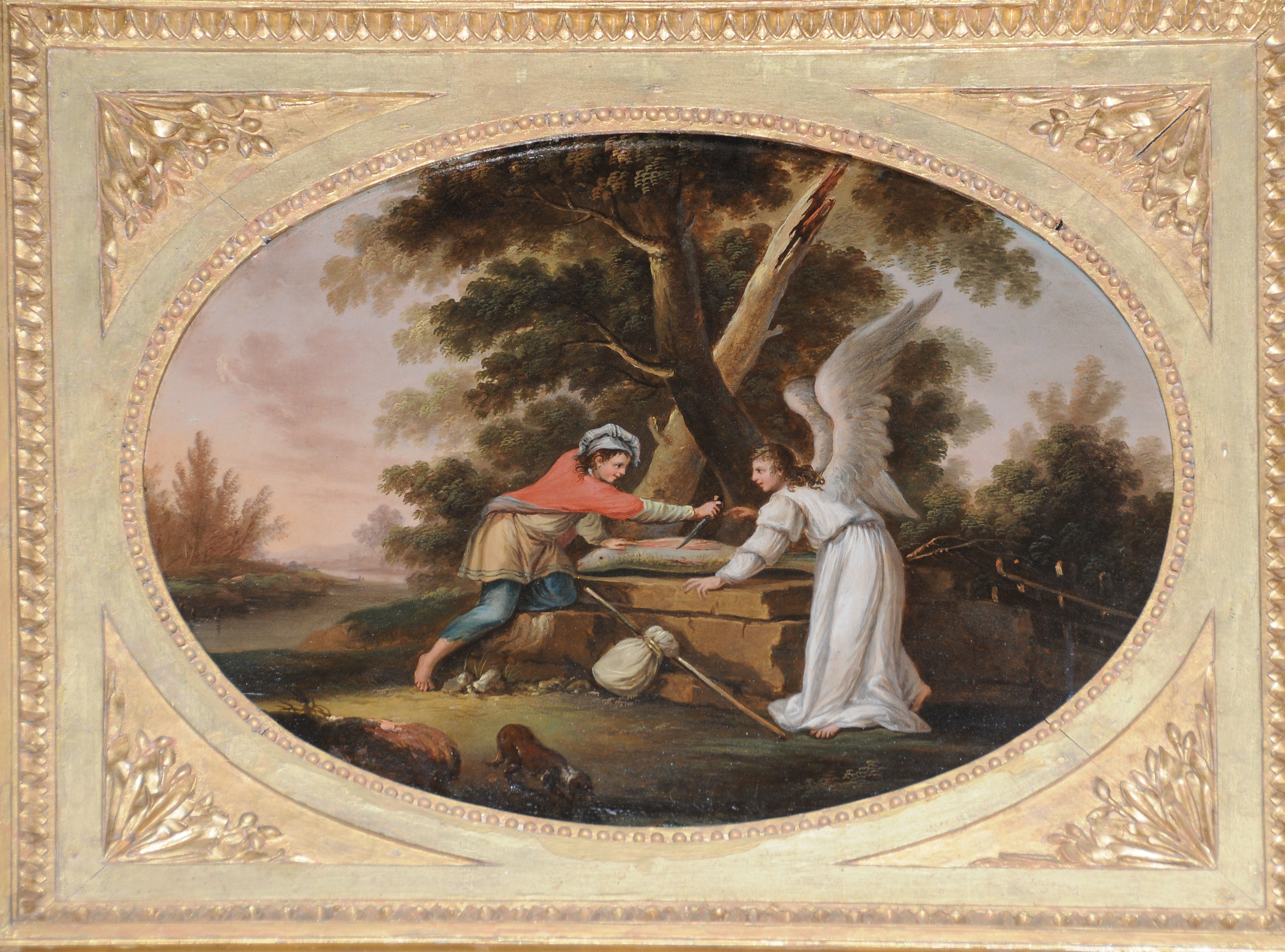
Tobias, removendo as entranhas do peixe que o atacou, o seu cão e o anjo Rafael

O livro de Tobias (em grego: τωβιτ; do hebraico: טוביה ou טוביהו, Tobiyah/tobiyahu, "Deus é bom"), é um dos livros deuterocanônicos do Antigo Testamento da Bíblia católica e possui 14 capítulos e 297 versículos. Vem depois do livro de Neemias e antes do livro de Judite. Consiste numa narração antiga de origem judaica.
O livro de Tobias foi considerado canônico pelo Concílio de Cartago em 397 e reconfirmado por todos os concílios. E reconfirmado pela Igreja Católica Apostólica Romana no Concílio de Trento em 1546, depois da Reforma Protestante. Assim como os outros livros deuterocanônicos, o livro de Tobias não foi incluído na Bíblia Hebraica, ou Tanakh como também é conhecida. Apesar de não estarem na Bíblia Hebraica, tanto o livro de Tobias quanto os outros livros deuterocanônicos sempre fizeram parte da literatura hebraica, sendo eles estudados nas sinagogas, tendo um estimado valor dentro do judaísmo e para a história de Israel.
A Bíblia de Jerusalém relata que numa gruta em Qumrã (Manuscritos do Mar Morto) foram encontrados restos de quatro manuscritos em aramaico e de um manuscrito em hebraico do Livro de Tobias, e que ele figura no Cânon, no ocidente a partir do Sínodo de Roma de 382, e no oriente a partir do Concílio de Constantinopla, denominado "in Trullo", em 692..

## Composição
A maioria dos estudiosos concorda que a versão original do livro é datada de entre a metade do século III a.C. e o ano 175 a.C., e muitos estudiosos de renome afirmam que ele constitui uma composição unitária. Porém, na teoria de uma múltipla autoria e reelaboração posterior, é possível que a data da composição do enquadre narrativo tenha sido anterior, sofrendo adições e alterações por escribas, o que poderia ser evidenciado por algumas passagens contraditórias e indícios de inovação na escrita.
O livro pertence ao gênero sapiencial e é uma espécie de romance ou novela, destinado a transmitir ensinamentos. Conforme os manuscritos encontrados, há uma tendência nos estudos acadêmicos de se afirmar que o livro foi escrito primeiramente em aramaico e depois escrito em hebraico. Não há consenso na origem da narrativa, na diáspora oriental, mas há alguns novos estudos que propõem uma origem da escrita em Jerusalém ou outro lugar de Israel.

## Conteúdo
O livro conta a história de duas famílias judaicas aparentadas deportadas em Nínive, na Mesopotâmia e em Ecbátana, na Pérsia. Tobit, chefe da família de Nínive, fica cego e envia seu filho Tobias para buscar certa importância em dinheiro, guardada na casa de um amigo em uma cidade distante. Durante a viagem, protegido pelo Arcanjo Rafael, Tobias encontra e casa-se com Sara, sua prima em Ecbátana atormentada por um demônio chamado Asmodeu, que anteriormente matara sete maridos de Sara na noite de núpcias antes mesmo que tivessem relações sexuais. No retorno de Tobias, Tobit é curado.
O protagonista é um judeu justo e fiel a Deus, mostrando que a verdadeira sabedoria e o caminho para a felicidade consistem em amar a Deus e obedecer à sua vontade (mandamentos), independentemente das circunstâncias.
O livro foi escrito na época da dominação decorrente das conquistas de Alexandre, que tentava impor a cultura, a religião e costumes helenistas, ameaçando a identidade do povo judeu. O livro busca reafirmar esta identidade ameaçada.
Entre os ensinamentos do livro, destacam-se a descoberta da providência divina na vida cotidiana (Arcanjo Rafael), a fidelidade à vontade de Deus (Lei), a prática da esmola, o amor aos pais, a oração e o jejum, a integridade do matrimônio e o respeito pelos mortos. O autor mostra, sobretudo, que o homem justo não vive sozinho: está sempre acompanhado e protegido por Deus.

## Ensinamentos
Dentre os ensinamentos destacam-se:
- Os conselhos dados por Tobit a seu filho Tobias (4,21;14:8-11)

- A importância da família (1:8; 3:10.15; 4:3-4.19; 6:15; 14:3.8-9.12-13)

- As boas obras e a fidelidade a Deus (1:8.12.16-17; 2:2.10; 3,15; 4:5.7-11.16; 14:8-11)

- Justa retribuição (4,14; 5:3.7.10.15; 12:1)

- Sepultar os mortos (1:17-18; 2:3-8)

- Oração, nas mais diversas circunstâncias: (4,19; desespero 3:1-6.11-15; inquietude 8:5-8; alegria/gratidão 8:15-17, 14:3-7; louvor 3:2.11)

## Canonicidade

### Judaísmo
Foi bastante popular no judaísmo em Israel durante o primeiro século a.C., conforme indica sua tradução ao hebraico e grego (indicando ampla aceitação entre os judeus no período helenístico) e sua presença entre os Manuscritos do Mar Morto. Porém ele se tornou cada vez mais marginalizado ao longo dos séculos. Não foi incluído no cânone judaico, talvez por sua língua de origem diferente ou por atitudes rabínicas negativas contra elementos do texto, como contra os anjos e o retrato das mulheres em uma posição de autoridade, conforme aparece em algumas situações do livro. Segundo Jerônimo, em sua introdução do Livro de Tobias na Vulgata: "Os hebreus separam o livro de sua lista das sagradas escrituras e a sugerem àquelas que são denominadas hagiografias".

### Cristianismo

#### Catolicismo
O livro de Tobias teve o status de canônico durante séculos entre a Cristandade ocidental. O Novo Testamento traz referências explícitas ao Livro de Tobias, notadamente em Apocalipse 21:10-21, em que aparece o motivo da luz gloriosa da Jerusalém futura, remanescente de Tobias 13:16-18. Além do mais, aparece a tríade "dar esmolas, fazer oração e jejuar" em Mateus 6:1-18. A Regra de Ouro, que apareceu em Tobias 4:15, tem sua versão positiva em Mateus 7:12, mas é difícil de definir qual foi sua influência, pois ela já era muito difundida na filosofia popular da época.
Na literatura patrística, a narrativa foi veiculada no mundo grego apenas em uma curta versão, com foco na sabedoria, provérbios morais e nos milagres do anjo. Inicialmente ela foi difundida no mundo ocidental pelo conjunto da Vetus Latina, sendo enfatizada a exegese alegórica, por exemplo em elementos como o peixe e a água, vistos como símbolos da salvação (ex., segundo Optato de Milevo). Depois, a versão da Vulgata se tornou a mais influente na recepção, recebendo inúmeras interpretações e comentários. O conto do livro de Tobias gerou uma grande tradição de motivos na história da arte.

#### Protestantismo
Na Reforma Protestante, Martinho Lutero separou o Livro de Tobias como um apócrifo. Apesar de Lutero ter rebaixado os apócrifos porque não eram parte do cânone judaico, ele os reteve em um apêndice e os elogiava grandemente. Ele os classificava como "bons e úteis para a leitura". O prefácio de Lutero de 1530 apresenta o Livro de Tobias quase como uma apologia, em que ele descreve a figura de Tobias como um modelo de fé e de boas ações, e afirma que o livro é uma obra de um "bom poeta hebreu (...) que não age frivolamente, mas faz as coisas corretas, e que é cristão além da medida". Ele implica que o livro, apesar de não ser escrito em grego, chega ao nível ideal da "Veritas Hebraica".
Como parte da Contrarreforma, a Igreja Católica canonizou o livro no Concílio de Trento em 1546. Desde então, ele é classificado entre os deuterocanônicos.